# شهرستان یینگ
شهرستان یینگ (به لاتین: Ying County) یک شهرستان‌های جمهوری خلق چین در چین است که در شوجو واقع شده‌است.